# 胃粘膜

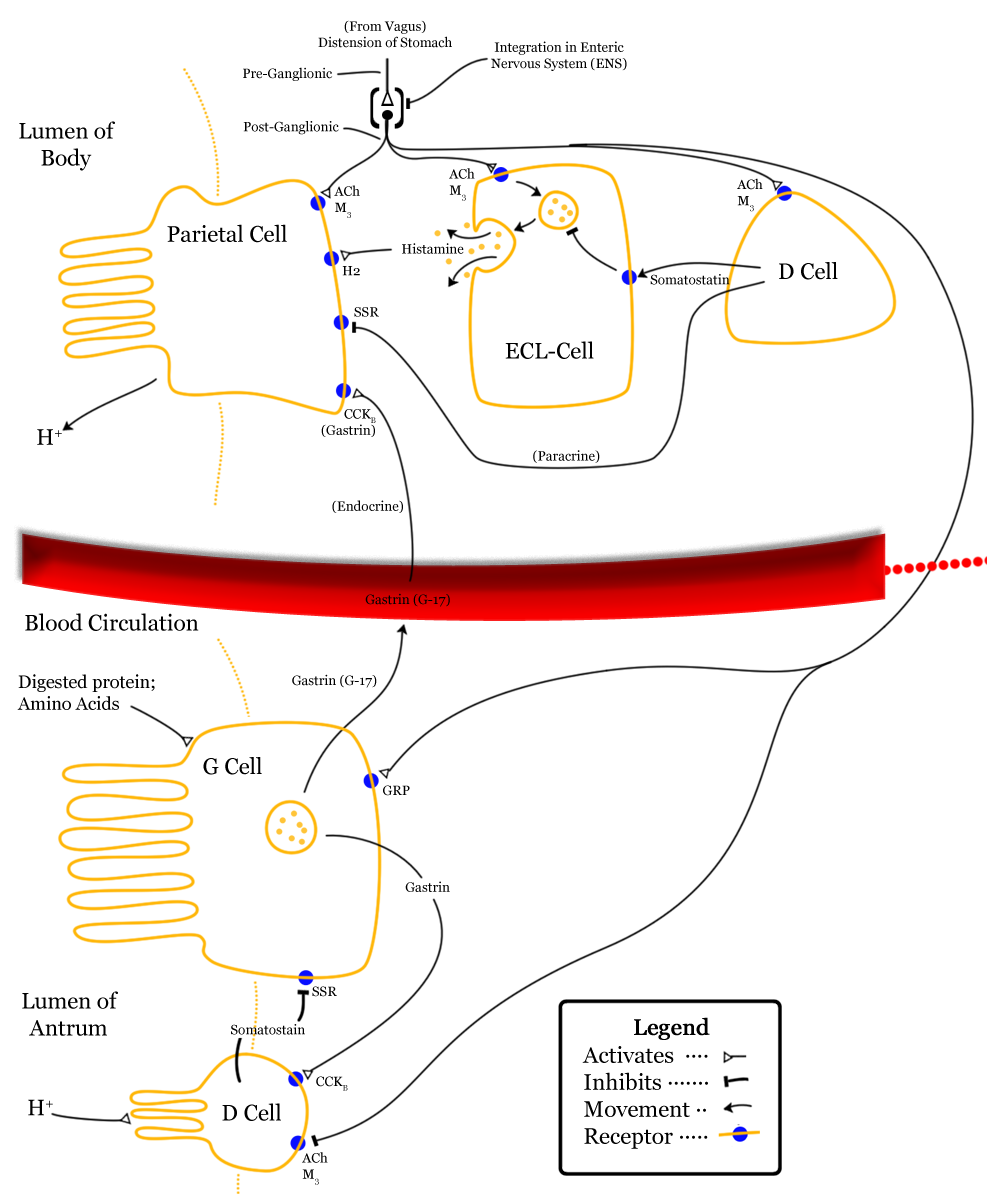
胃酸分泌のコントロール。

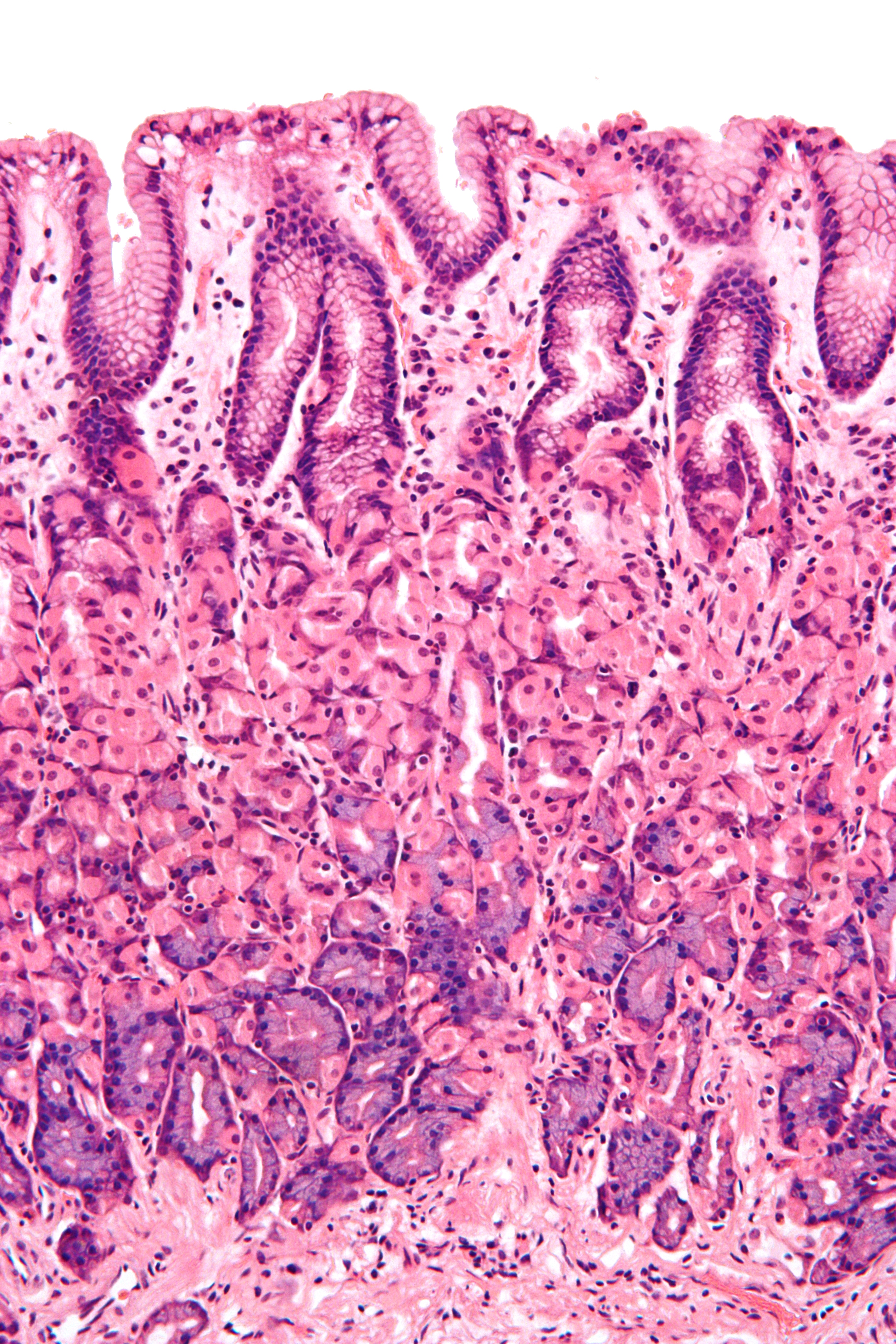
通常の胃粘膜H&E染色。

胃粘膜（いねんまく、英: Gastric mucosa）は、粘膜、胃小窩（いしょうか）を含む胃の粘膜層である。人の粘膜の厚さは1mmで、滑らかで柔らかくベルベットのようである。上皮、粘膜固有層、粘膜筋板で構成されている。

## 粘膜の微細構造と胃腺
胃の壁は、3層構造をしている。胃の壁を胃壁と言う。胃壁は内側から粘膜層、粘膜下層、筋層、から成る。筋層の外側は漿膜である腹膜で覆われている。
粘膜には、胃小窩と呼ばれる微細な穴が無数に並んでいる。胃小窩の底には、胃腺（胃底腺）とよばれる管状の分泌腺が開口し、この腺が粘膜の最下層までのびている。胃底腺を構成する主な細胞は以下のとおりである。
- 表層粘液細胞
- 頚部粘液細胞（副細胞）
- 壁細胞
- 主細胞

この分泌腺からは、主に、塩酸と消化酵素の前駆体であるペプシノーゲンが分泌される（胃液）。胃腺の細胞のうち、壁細胞（傍細胞）は塩酸やコバラミンの吸収に関わる内因子を分泌する。主細胞はペプシンの前駆体であるペプシノーゲンを分泌する。ペプシノーゲンは、塩酸に会うと分解され、活性型のペプシンに変化する。
胃の幽門前庭部に存在するG細胞からは胃の消化活動を活発化させるホルモンであるガストリンが内分泌される。
胃の粘膜の表面をおおう表層粘液細胞や頚部粘液細胞（副細胞）は、塩酸の酸性とペプシンによる消化から細胞自身を守るため、粘液を分泌している。

## 胃と胃液
強酸性の胃液が胃を自ら消化してしまわないのは、胃が粘膜で覆われているからであるが、それだけではない。胃液を中和する重曹も生成されている。また常にプロスタグランジンという活性物質の働きで細胞増殖を活発にして胃壁の損傷を最小限に抑えている。しかしストレスなどで副交感神経のバランスが崩れたりすると、胃液や消化酵素のコントロールが効かず自分自身を消化してしまう、つまり胃に穴が開く状態である「胃潰瘍」を引き起こす。

## 胃のクロム親和性細胞
胃においてクロム親和性の染色像を示す細胞群が見られ、これらはそれぞれクロム親和性細胞（英: Enterochromaffin Cells、EC細胞）及びクロム親和性細胞様細胞（英: Enterochromaffin-like Cells、ECL細胞）と呼ばれる。EC細胞は胃腸におけるオータコイドであるセロトニンの産生に関与している。またECL細胞は顆粒内にセロトニンは含有せずヒスタミンを貯蔵し、胃酸の分泌に関与している。
胃のECL細胞は胃粘膜表面積の1～3%を占める。アセチルコリン及び胃幽門部上皮に存在するG細胞により分泌されたガストリンの刺激によりヒスタミンを分泌する。ヒスタミンは胃酸分泌において最も重要な因子であると考えられており、ECL細胞の細胞質に存在するヒスチジン脱炭酸酵素(英:Histidine Decarboxylase、HDC)によって産生される。ヒスタミンの分泌小胞への蓄積は2型小胞モノアミン輸送体(英:Vesicular Monoamine Transporter Subtype 2、VMAT2)を介したH+-ヒスタミンの対向輸送により行われ、その駆動力となるのがV型ATPアーゼによって作られるH+濃度勾配である。ヒスタミンが壁細胞上の2型ヒスタミン受容体(H2受容体)に結合することにより、胃酸の分泌を引き起こされる。

## 萎縮性胃炎

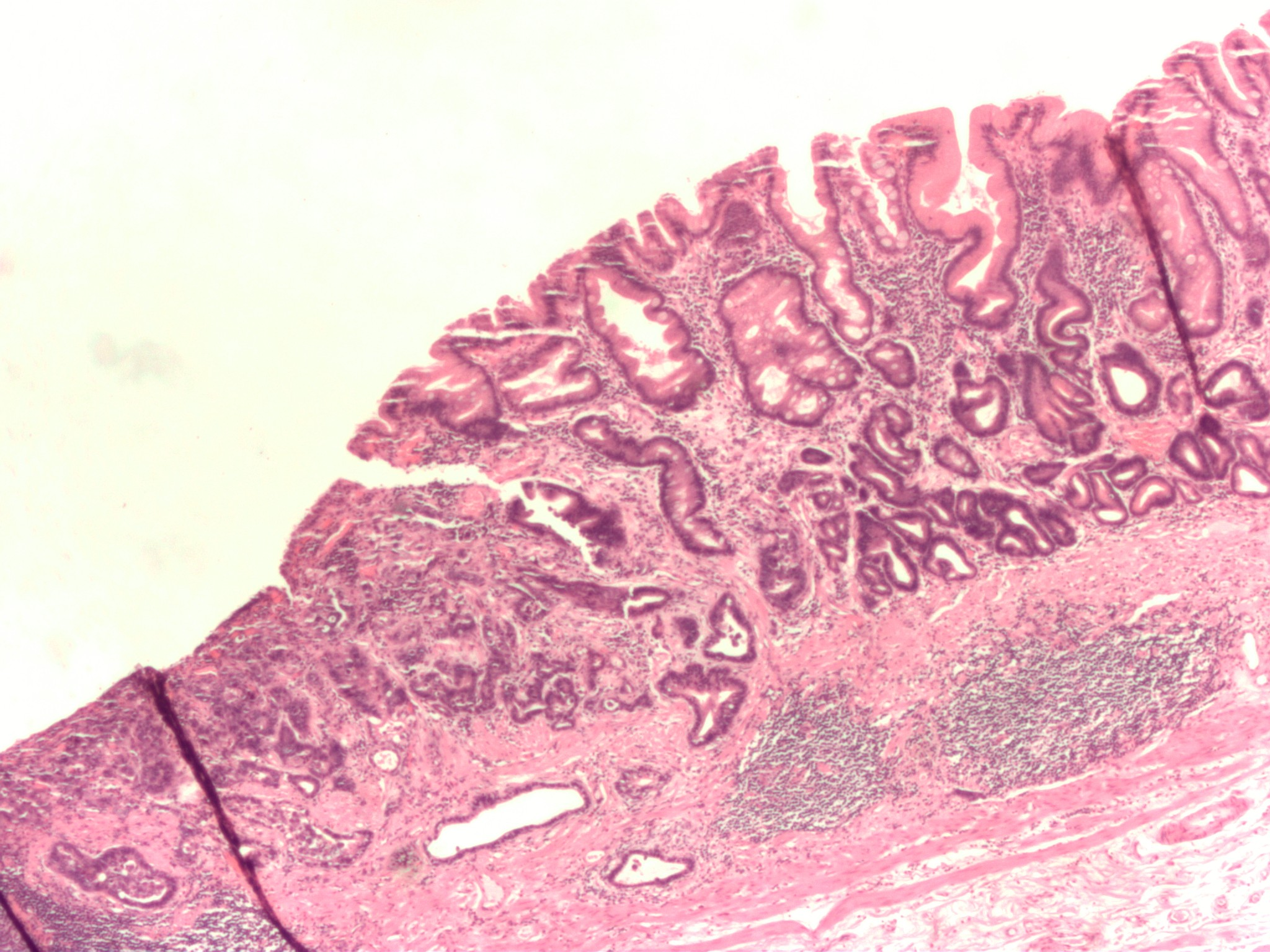
胃の洞の腸上皮化生（写真中央上）と胃の腺癌（写真左中央）。H&E染色。

萎縮性胃炎（いしゅくせいいえん、英: Atrophic gastritis）とは、腸上皮化生のような腸又は線維組織によって胃組織の置換が起こり、胃腺細胞の減少をもたらす、胃粘膜の慢性炎症の過程をいう（A型及びB型胃炎として知られている）。塩酸、ペプシン、内因子のような基本的な物質の胃での分泌が結果的に障害を起こし、消化器系の疾患、ビタミンB12欠乏と悪性貧血である巨赤芽球性貧血をもたらす。
胃粘膜が萎縮することでビタミンB12の吸収に必要な内因子が低下するためにDNAの合成が障害され異常な巨赤芽球ができるために悪性貧血が起こる。内因子の欠乏は他にも胃全摘後などにも起こるが、悪性貧血と呼ばれるのは萎縮性胃炎によるものだけである。「悪性」と呼ばれるのはビタミンB12が発見されるまでは治療法がなく致死的な経過をたどったため。
萎縮性胃炎は、ヘリコバクター・ピロリの慢性的感染や生まれ持った自己免疫によって引き起こされる。自己免疫性萎縮性胃炎を含むこれらの疾患は、統計的には、胃癌や甲状腺疾患である橋本病や塩酸欠乏症を引き起こす。
A型胃炎は、胃底部や胃体部に影響を及ぼし、一般に悪性貧血を伴うものである。
B型胃炎は、全体的に最も一般的であり、一般的にはヘリコバクター・ピロリに感染して、胃に洞を形成するものである。